# 오하시 마사히로
오하시 마사히로(일본어: 大橋 正博, 1981년 6월 23일 ~ )는 일본 출신의 전 축구 선수이다. K리그 시절 등록명은 마사이다.

## 선수 경력
1999년 고등학생 신분으로 요코하마 F. 마리노스에서 프로생활을 시작한 마사히로는 '조숙한 천재'라는 별명과 함께 J리그에서 성공시대를 열었다. 이후 미토 홀리호크, 도쿄 베르디 1969, 가와사키 프론탈레 등을 거치며 J리그 통산 152경기에서 15골을 기록하였다.
2009년, 마사히로는 강원에 입단하여 2001-02시즌의 가이모토 고지로와 2003-04시즌의 마에조노 마사키요에 이어서 세 번째로 K리그에 참가하는 일본인 선수가 되었다. 이듬해 2010년 미토 홀리호크로 이적, 9년 만에 친정팀으로 복귀하였다가 한국에서 선수생활을 마무리하고 싶다는 마음으로 2년 만에 2011년 친정팀 강원FC에 복귀를 하게 되었다. 그러나 4경기 출전을 끝으로 방출당하였다.
2011년 여름 마쓰모토 야마가 FC에 입단하며 일본 무대에 복귀했다. 2012시즌을 끝으로 현역에서 은퇴했다.

## 기록

### 클럽
2011년 7월 29일 기준
| 클럽                 | 리그    | 시즌 | 리그 | 리그 | 국내 컵 | 국내 컵 | 리그 컵 | 리그 컵 | 대륙 대회 | 대륙 대회 | 통산 | 통산 |
| 클럽                 | 리그    | 시즌 | 출장 | 득점 | 출장    | 득점    | 출장    | 득점    | 출장      | 득점      | 출장 | 득점 |
| -------------------- | ------- | ---- | ---- | ---- | ------- | ------- | ------- | ------- | --------- | --------- | ---- | ---- |
| 요코하마 F. 마리노스 | J리그 1 | 1999 | 2    | 0    | 0       | 0       | 0       | 0       | -         | -         | 2    | 0    |
| 요코하마 F. 마리노스 | J리그 1 | 2000 | 1    | 0    | 0       | 0       | 0       | 0       | -         | -         | 1    | 0    |
| 미토 홀리호크        | J리그 2 | 2001 | 35   | 7    | 3       | 1       | 2       | 0       | -         | -         | 40   | 8    |
| 요코하마 F. 마리노스 | J리그 1 | 2002 | 0    | 0    | 0       | 0       | 3       | 0       | -         | -         | 3    | 0    |
| 알비렉스 니가타      | J리그 2 | 2002 | 4    | 0    | 0       | 0       | -       | -       | -         | -         | 4    | 0    |
| 요코하마 F. 마리노스 | J리그 1 | 2003 | 4    | 1    | 1       | 0       | 2       | 0       | -         | -         | 7    | 1    |
| 요코하마 F. 마리노스 | J리그 1 | 2004 | 8    | 0    | 2       | 0       | 7       | 0       | 1         | 0         | 18   | 0    |
| 요코하마 F. 마리노스 | J리그 1 | 2005 | 25   | 1    | 2       | 0       | 4       | 0       | 5         | 0         | 36   | 1    |
| 도쿄 베르디 1969     | J리그 2 | 2006 | 24   | 3    | 1       | 0       | -       | -       | 1         | 0         | 26   | 3    |
| 가와사키 프론탈레    | J리그 1 | 2007 | 17   | 4    | 3       | 1       | 2       | 0       | 4         | 0         | 7    | 1    |
| 가와사키 프론탈레    | J리그 1 | 2008 | 21   | 1    | 2       | 0       | 6       | 0       | -         | -         | 29   | 1    |
| 강원                 | K리그   | 2009 | 20   | 4    | 0       | 0       | 2       | 0       | -         | -         | 22   | 4    |
| 미토 홀리호크        | J리그 2 | 2010 | 35   | 1    | 2       | 1       | -       | -       | -         | -         | 37   | 2    |
| 강원                 | K리그   | 2011 | 4    | 0    | 0       | 0       | 1       | 0       | -         | -         | 5    | 0    |
| 통산                 | 통산    | 통산 | 200  | 22   | 16      | 3       | 29      | 0       | 11        | 0         | 256  | 25   |

## 수상

### 클럽
요코하마 F. 마리노스
- J리그 우승 2회 (2003, 2004)
- J리그 준우승 1회 (2000)

가와사키 프론탈레
- J리그 준우승 1회 (2008)
- J리그 컵 준우승 1회 (2007)

## 그 외
아내가 한국인이며 첫째 아들도 한국에서 태어났다.